# 東大和市
東大和市（日语：／ Higashiyamato shi */?）為位于東京都多摩地區北部的城市。面積13.54平方公里，總人口84,870人（2023年1月）。施行市制于1970年10月1日。

## 地理
東大和市人口約八萬人，是東京的臥城之一。北部有狹山丘陵、村山貯水池。
多摩都市單軌線通過本市西部，西武拜島線通過本市南端。主要道路有青梅街道與新青梅街道。
第二次世界大戰以前，本市南部（現在的櫻丘）是兵工廠日立航空機立川工廠所在地，戰後由盟軍駐日總司令部（GHQ）接收，為大和駐屯地。返還後成為國有地，現為公園、教育福利相關設施、公團住宅等。
東大和市站至青梅街道的南街地區，在過去是以日立航空機從業人員為對象所發展的區域。當時地方居民的聚落位在北部的狹山丘陵附近，因此稱之為南街（みなみまち），後讀音演變為「なんがい」。
市內有許多大規模都營住宅。近年因農地陸續變更為住宅地，人口持續增長。主要農產品有狹山茶與多摩湖梨等。
- 河川：空堀川、奈良橋川

### 鄰接自治體
- 東 - 東村山市
- 西 - 武藏村山市
- 南 - 立川市、小平市
- 北 - 埼玉縣所澤市

## 地域
- 芋窪（いもくぼ）
- 上北台（かみきただい）
- 清原（きよはら）
- 湖畔（こはん）
- 櫻丘（さくらがおか）
- 狹山（さやま）
- 清水（しみず）
- 新堀（しんぼり）
- 藏敷（ぞうしき）
- 高木（たかぎ）
- 立野（たての）
- 多摩湖（たまこ）
- 中央（ちゅうおう）
- 仲原（なかはら）
- 奈良橋（ならはし）
- 南街（なんがい）
- 向原（むこうはら）

## 市名由來
- 村制施行時，由於6村紛爭不斷，为祈求和睦而命名為「大和村」。
- 市制施行時，為了與神奈川縣大和市和埼玉縣和光市相區別，以東京的大和市命名為「東大和市」。

## 歷史
- 1889年4月1日 - 町村制施行，神奈川縣北多摩郡清水村（日语：清水村 (東京府)）、狹山村（日语：狭山村）、高木村（日语：高木村 (東京府)）、奈良橋村（日语：奈良橋村）、藏敷村（日语：蔵敷村）、芋窪村（日语：芋窪村）組成町村組合（日语：町村組合）高木村外五村組合。
- 1893年4月1日 - 從神奈川縣劃入東京府。
- 1919年11月1日 - 高木村外五村組合合併為大和村。
- 1943年7月1日 - 東京都制施行，東京府改制東京都。
- 1954年5月3日 - 大和村施行町制，為大和町。
- 1970年10月1日 - 大和町施行市制，為東大和市。

## 人口
| 東大和市人口分布圖 |                                                 |  |
| 東大和市與日本全國年齡別人口分布比較圖 （2005年資料） | 東大和市的年齡、男女別人口分布圖 （2005年資料） |  |
| ■紫色是東大和市 ■綠色是全国 | ■藍色是男性 ■紅色是女性                         |  |
| 東大和市人口變化 \| 1970年 \| 46,173人 \| \| \| 1975年 \| 58,464人 \| \| \| 1980年 \| 65,553人 \| \| \| 1985年 \| 69,881人 \| \| \| 1990年 \| 75,132人 \| \| \| 1995年 \| 76,355人 \| \| \| 2000年 \| 77,212人 \| \| \| 2005年 \| 79,353人 \| \| \| 2010年 \| 83,068人 \| \| \| 2015年 \| 85,157人 \| \| \| 2020年 \| 83,901人 \| \| |                                                 |  |
| 資料來源：日本總務省統計中心提供之人口普查數據 |                                                 |  |
| 1970年 | 46,173人                                        |  |
| 1975年 | 58,464人                                        |  |
| 1980年 | 65,553人                                        |  |
| 1985年 | 69,881人                                        |  |
| 1990年 | 75,132人                                        |  |
| 1995年 | 76,355人                                        |  |
| 2000年 | 77,212人                                        |  |
| 2005年 | 79,353人                                        |  |
| 2010年 | 83,068人                                        |  |
| 2015年 | 85,157人                                        |  |
| 2020年 | 83,901人                                        |  |

### 日夜間人口
2005年夜間人口（居住者）為79,228人，日間活動人口為64,274人，是夜間的0.811倍の。根據平成22年國勢調査に，往東京都特別區部的通勤率為17.7%。
市內往市外的通勤者有24,451人，市外往市內的通勤者有11,494人。市內往市外的通學生有3,727人，市外往市內的通學生有1,730人。

## 行政
- 市長 - 尾崎保夫（日语：尾崎保夫）（おざき やすお）- 2011年5月1日〜（第1任。任期至2015年4月30日）

### 市議會
- 議長：尾崎信夫（おざき のぶお　2011年5月24日選出）
- 議員席次：22人（任期至2015年4月30日）

| 黨派                     | 席次 | 代表       |
| ------------------------ | ---- | ---------- |
| 公明黨                   | 5    | 中間建二   |
| 自由民主黨、眾人之黨     | 5    | 中村庄一郎 |
| 日本共產黨東大和市議員團 | 3    | 尾崎利一   |
| 自民俱樂部               | 3    | 森田憲ニ   |
| 民主黨                   | 2    | 大后治雄   |
| 大和綠（やまとみどり）   | 2    | 床鍋義博   |
| 無黨派                   | 2    |            |

## 國政、都政

### 國政
本市屬日本眾議院小選舉區東京20區（東村山、東大和、清瀨、東久留米、武藏村山）。
- 第47回日本眾議院議員總選舉（2014年12月）
  - 木原誠二（自民）

### 都政
本市屬北多摩1區（東村山、東大和、武藏村山）。
- 2013年6月
- 谷村孝彥（公明）
- 北久保真道（自民）
- 尾崎あや子（日本共產黨）

## 經濟

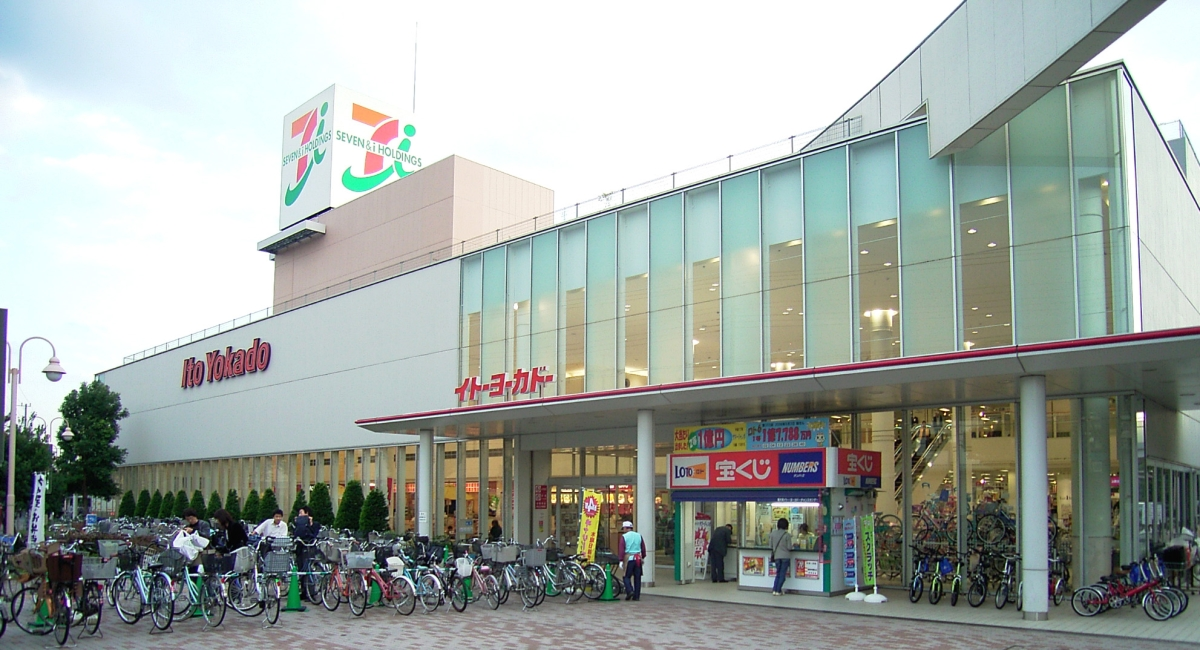
伊藤洋華堂東大和店

### 產業
- 主要產業
  - 工業
    - 森永乳業＜東京多摩工場、大和工場、村山工場＞
    - KAWAI化妝品（カワイ化粧品）本社
    - 生化學工業（日语：生化学工業）中央研究所
    - TESEC（日语：テセック）本社
    - 日脈（日本パルスモーター）技術中心

- - 商業
    - 伊藤洋華堂東大和店
    - 稻毛屋（日语：いなげや）東大和店（舊本部）、玉川上水站前店
    - Eco's（日语：エコス）奈良橋店
    - BIG BOX（日语：BIG BOX）東大和
    - Big-A（日语：ビッグエー）東大和奈良橋店、東大和櫻丘店
    - CO-OP東京（日语：生活協同組合コープとうきょう）上北台店
    - YASAKA（日语：ヤサカ (ホームセンター)）東大和店
    - 宜得利東大和店
    - the market Place 東大和

- - 農業
    - 狹山茶（日语：狭山茶）（市內三成農家生產）
    - 多摩湖梨
    - 東京蘋果

## 公共機關
- 警察 - 東大和警察署管轄本市與武藏村山市。
- 消防 - 北多摩西部消防署管轄本市與武藏村山市。
- 電話 - NTT東日本-東京西村山大和交換局
- 都市瓦斯 - 東京瓦斯
- 電力 - 東京電力
- 郵政 - 集配業務由武藏村山郵便局（日语：武蔵村山郵便局）負責。

## 友好城市
- 日本福岛县喜多方市

## 公共設施

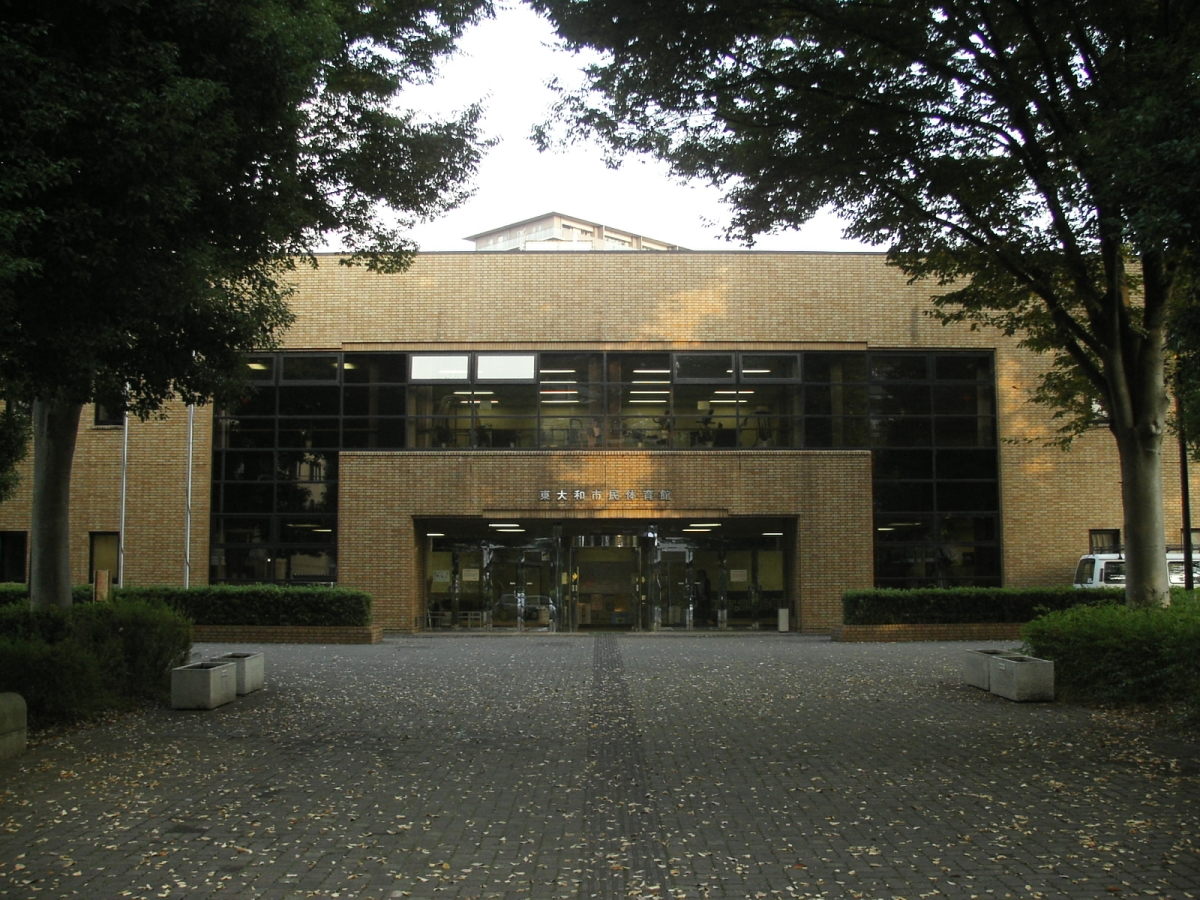
東大和市民體育館

- 東大和市民會館（Humming Hall）
- 東大和市民體育館
- 東大和市民泳池
- 東大和市立鄉土博物館－附設星象儀
- 東大和市立中央圖書館
- 東大和市中央公民館
- 東大和市狹山公民館
- 東大和市藏敷公民館
- 東大和市櫻丘市民中心（兒童館、圖書館、集會所）
- 東大和市南街市民中心（公民館、兒童館、學童保育所）
- 東大和市上北台市民中心（公民館、兒童館、學童保育所、老人福祉會）
- 東大和市奈良橋市民中心（兒童館、學童保育所、福祉中心、地區會館）
- 東大和市向原市民中心（兒童館、學童保育所、老人福祉會、地區會館）
- 東大和市清原市民中心（老人福祉會、地區會館）
- 新堀地區會館
- 清水集會所
- 芋窪集會所
- 仲原集會所
- 湖畔集會所

## 教育

### 小學校
- 市立
  - 第一小學校
  - 第二小學校
  - 第三小學校
  - 第四小學校
  - 第五小學校
  - 第六小學校
  - 第七小學校
  - 第八小學校
  - 第九小學校
  - 第十小學校

### 中學校
- 市立
  - 第一中學校
  - 第二中學校
  - 第三中學校
  - 第四中學校
  - 第五中學校

### 高等學校
- 都立
  - 東京都立東大和高等學校（日语：東京都立東大和高等学校）
  - 東京都立東大和南高等學校（日语：東京都立東大和南高等学校）

### 專修學校
- 東京都立北多摩看護專門學校（日语：東京都立北多摩看護専門学校）

### 學校教育以外的設施
- 中小企業大學校（日语：中小企業大学校）東京校

## 交通

### 鐵路
西武鐵道
- 拜島線：東大和市站

多摩都市單軌電車
- 多摩都市單軌電車線：上北台站 - 櫻街道站 - 玉川上水站

玉川上水站位於與立川市的交界上。多摩都市單軌線位於東大和市，西武拜島線位於立川市。此外，東村山市也可利用西武多摩湖線的武藏大和站。

### 巴士
- 都營巴士

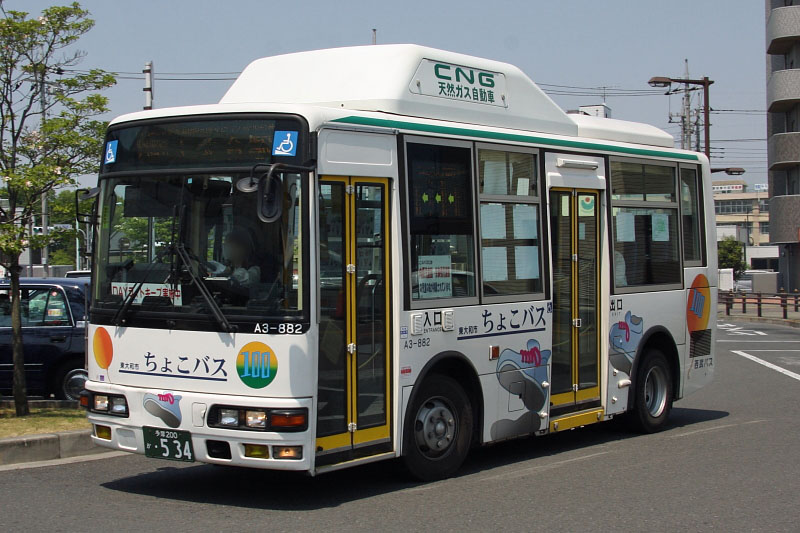
Choko巴士

  - 梅70 - 青梅車庫〜青梅站〜箱根崎〜東大和市站〜小平站、柳澤站
- 西武巴士
  - 立34・久84 - 立川站〜東大和市站〜八坂站〜久米川站（久84為東大和市站〜久米川站）
  - 立35 - 立川站〜東大和市站〜奈良橋〜武藏大和〜東村山站
  - 立37 - 立川站〜東大和市站〜奈良橋〜武藏村山市役所（日语：武蔵村山市役所）〜永旺夢樂城（日语：イオンモールむさし村山）
  - 立39 - 立川站〜東大和市站〜南街
  - 立45 - 立川站〜東大和市站〜芝中團地
  - 無編號（臨時） - 僅西武巨蛋舉行比賽時發車。分為經市內北部的班次與直達班次。
- 立川巴士（日语：立川バス）
  - 立22 - 立川站～玉川上水站入口～村山團地
  - 立23 - 立川站～玉川上水站～村山團地。
  - 玉10 - 玉川上水站～村山團地
  - 玉12 - 玉川上水站～村山團地～武藏村山醫院～永旺夢樂城
  - 玉13 - 玉川上水站〜上北台站〜芋窪。班次少。六日不發車。
- 社區巴士
  - 東大和市　　Choko巴士（日语：ちょこバス）
  - 武藏村山市 　MM Shuttle（日语：武蔵村山市内循環バス）

### 道路
- 青梅街道
- 新青梅街道
皆屬東京都道5號新宿青梅線。
- 芋窪街道（日语：東京都道43号立川東大和線）
- 中央通 - 東西貫穿市域中央的市道。
- 櫻街道 - 東西貫穿市域西南部的市道。

## 觀光、文化財

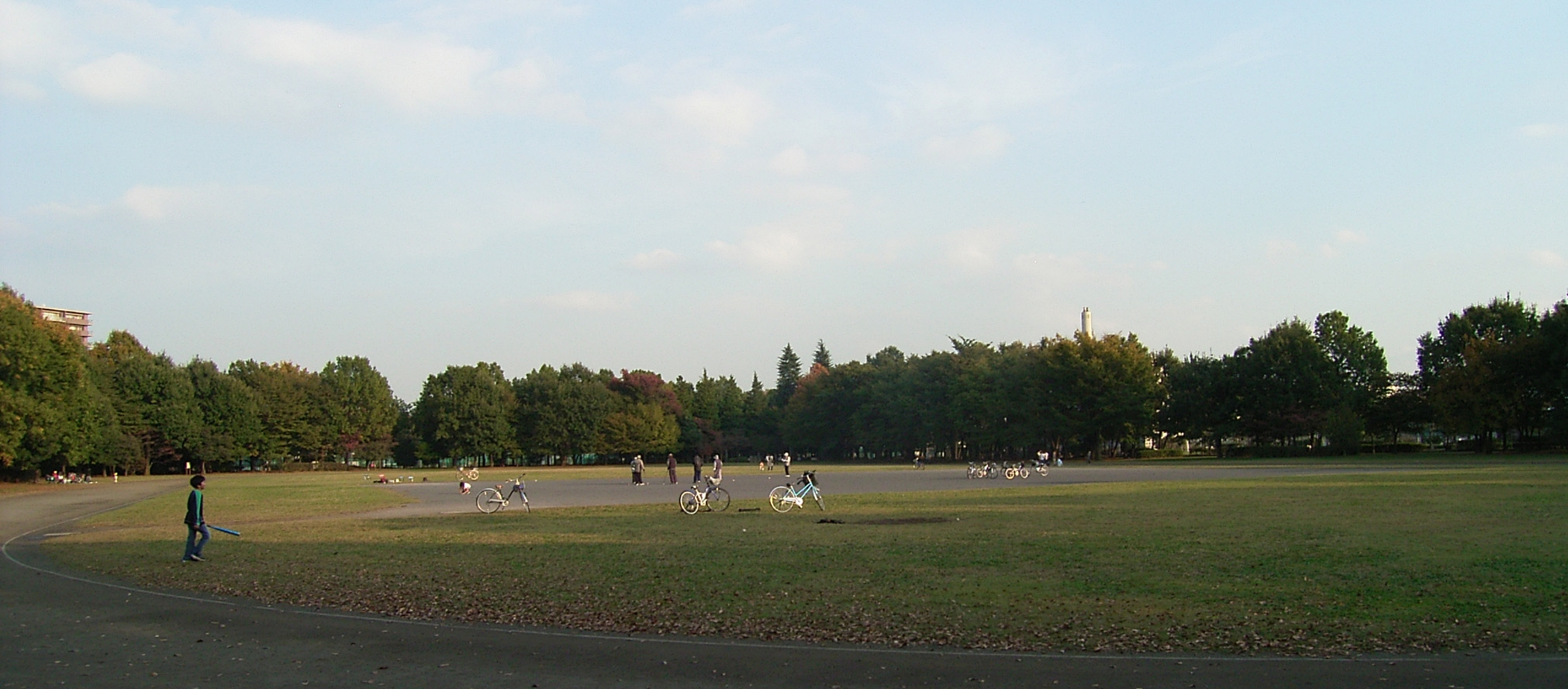
東京都立東大和南公園

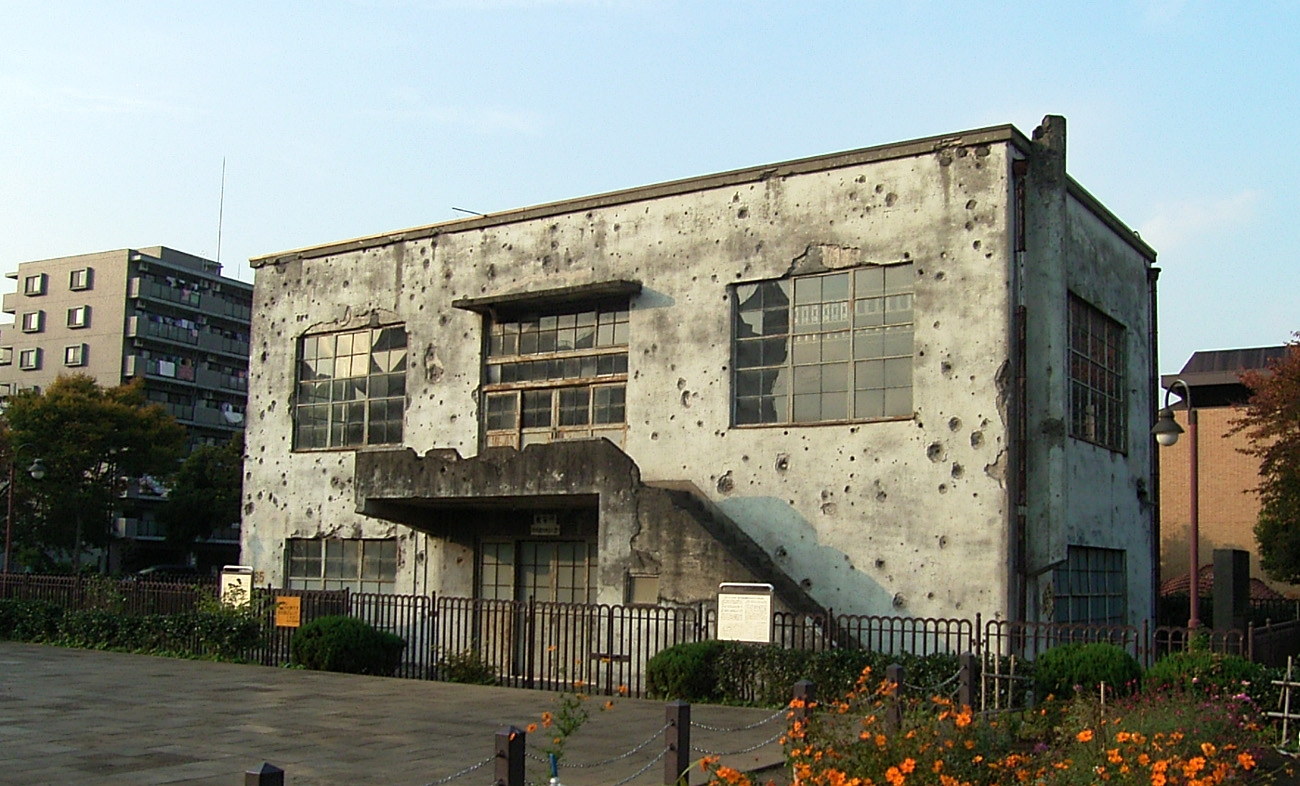
舊日立航空機立川工場變電所　（都立東大和南公園內）

- 多摩湖<村山貯水池> - 與奧多摩湖同樣由東京都水道局（日语：東京都水道局）管理的多摩川水系人造湖。春天有許多遊客來此賞櫻。
- 東大和市立狹山綠地（多摩湖南側丘陵雜木林，附近有東大和市立鄉土博物館）
- 藏敷高札場（都內二座高札場之一，鄰藏敷停留所。東京都指定文化財）
- 豐鹿島神社（市內最古老的神社，本殿建於室町時代，是都內最古老的神社建築。東京都指定文化財）
- 東京都立東大和公園（狹山丘陵雜木林）
- 東京都立東大和南公園（原為駐日美軍大和駐屯地的一部分。玉川上水站步行5分）
- 舊日立航空機立川工場變電所（日语：旧日立航空機立川工場変電所）（東京都立東大和南公園內。戰災史蹟）

## 出身、相關人士
- 柳樂優彌（演員　第57回坎城影展影帝）
- 岩隈久志（職棒西雅圖水手投手）
- 江藤智（職棒讀賣巨人二軍打撃教練）
- 森田耕一郎（足球Renofa山口FC）

## 外部連結
- 東大和市網站 （页面存档备份，存于）（日語）